# Bisdom Saratov
Het bisdom Sint Clemens in Saratov (Latijn: Dioecesis Saratoviensis Sancti Clementis; Russisch: Епархия Святого Климента в Саратове, Jeparchija Svjatovo Klimenta v Saratove), of kortweg bisdom Saratov, is een in Rusland gelegen rooms-katholiek bisdom met zetel in de stad Saratov. Het bisdom behoort tot de kerkprovincie Moskou, en is, samen met de bisdommen Irkoetsk en Novosibirsk, suffragaan aan het aartsbisdom Moskou.

## Geschiedenis
Het bisdom werd opgericht op 11 februari 2002 door paus Johannes Paulus II met de apostolische constitutie Meridionalem Russiae. Het werd suffragaan aan Moskou. Daarvoor behoorde het gebied tot de apostolische administratie Zuidelijk Europees Rusland (Russia Europea Meridionale) en het verdwenen bisdom Tiraspol. Het oppervlak van het bisdom is net zo groot als Duitsland, Frankrijk, Spanje, en Portugal samen. Ongeveer 21.000 van de inwoners is katholiek. Dit is op 45 miljoen inwoners minder dan 0,04%.
Sinds 2004 is het bisdom staatkundig erkend en aangemerkt als "geregistreerde vereniging". Dit betekent dat het bisdom toestemming heeft om kerken te bouwen en buitenlandse gasten uit te nodigen. 

## Bisschoppen
- 2002-heden: Clemens Pickel

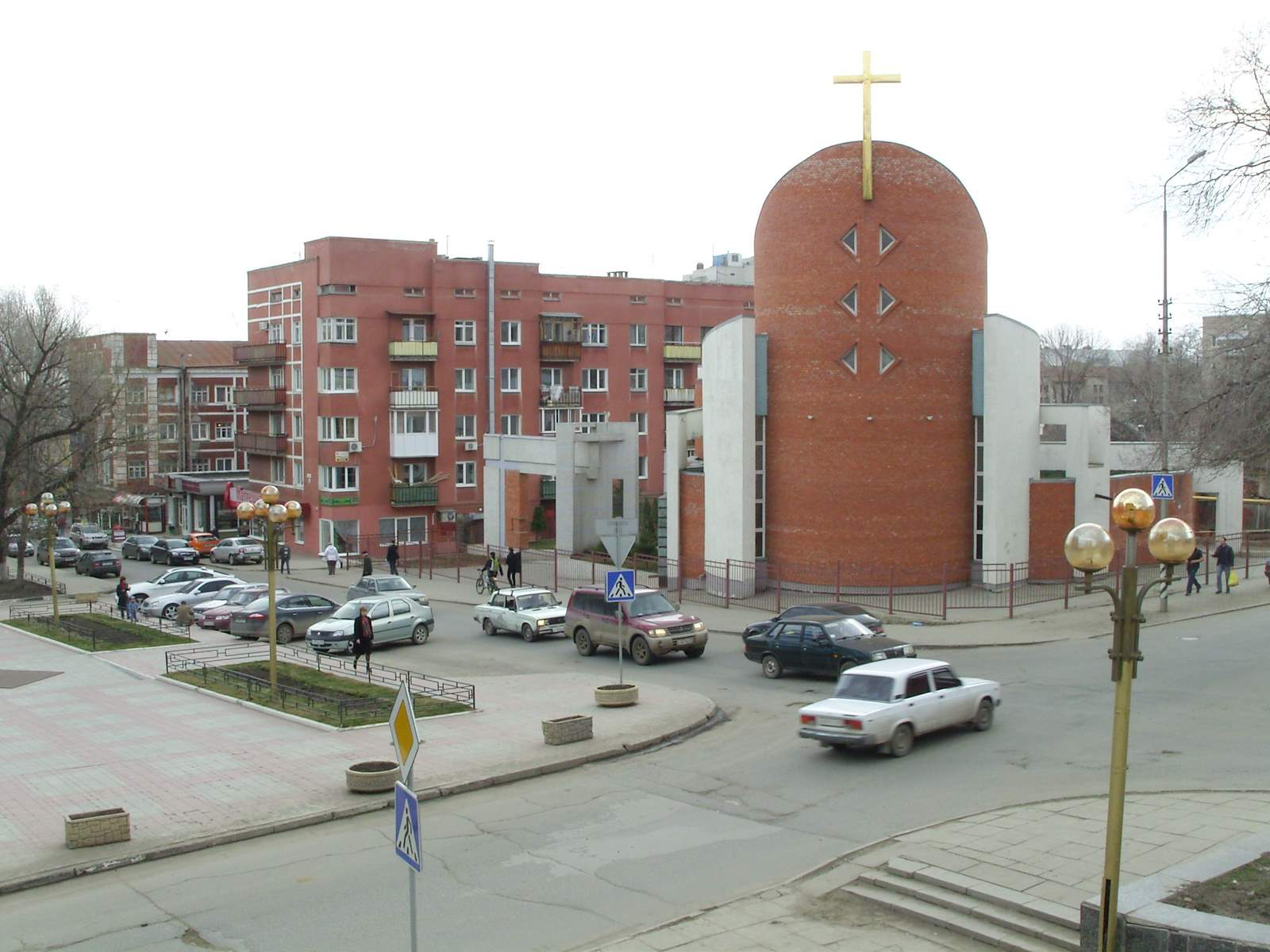
Kathedraal van Saratov
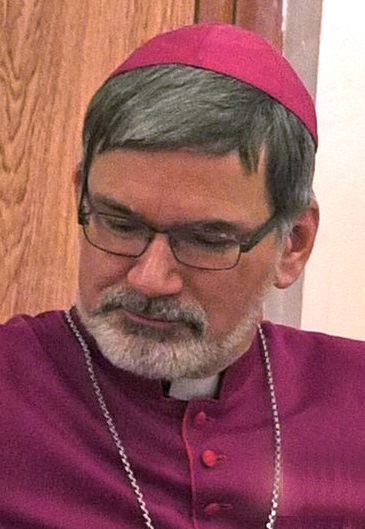
Bisschop Clemens Pickel